# Elastisch kraakbeen
Elastisch kraakbeen of cartilago elastica  is een soort kraakbeen dat een analoge bouw heeft als hyalien kraakbeen. Het is wel elastischer en buigzamer en ziet er, in verse toestand, geler uit. 
In de matrix komen zowel collageenvezels als elastinevezels voor. De vezels zijn bij elastisch kraakbeen wel te zien met de lichtmicroscoop, daar ze een andere brekingsindex hebben dan de matrix.
Elastisch kraakbeen bevindt zich onder andere in de oorschelp, de buis van Eustachius en de epiglottis.